# 111 Murray Street
Le 111 Murray Street est un gratte-ciel résidentiel à New York aux États-Unis. Il s'élève à 240 mètres. Son achèvement est prévu pour 2018.